# Domenico de Facendis
Domenico De Facendis (* 12. August 1884 in Bitonto; 1943 noch lebend) war ein italienischer Diplomat.

## Werdegang
Während des Ersten Weltkrieges war er Konsul in Scutari.
1923, während des Korfu-Zwischenfalls war er Generalkonsul in Athen und, in Abwesenheit von Giulio Cesare Montagna, Geschäftsträger.
Anschließend war er Legationssekretär im Auswärtigen Amt in Rom.
1927 war er Gesandter in Teheran.
1928 hatte er Exequatur als Generalkonsul in der Internationalen Zone von Tanger. Das Statut der Internationalen Zone von Tanger wurde am 18. Dezember 1923 in Paris von Frankreich, Spanien und dem Vereinigten Königreich unterzeichnet, Belgien, die Niederlande, Portugal, und Schweden traten dem Abkommen bei, am 25. Juli 1928 unterzeichneten Italien und schließlich auch der marokkanische Sultan. In dieser Zeit war De Facendis Teil der Leitung der Exekutive der Internationalen Zone.
Von 26. Juli 1935  bis 12. Juni 1938 war er Gesandter in Prag.
1943 wurde er als im Außenministerium in Rom beschrieben.